# Après toi
Après toi ist ein Chanson der deutsch-griechischen Sängerin Vicky Leandros aus dem Jahr 1972 und Gewinnertitel des Eurovision Song Contest 1972. Im deutschsprachigen Raum wurde das Lied auch als Dann kamst du und international in seiner englischsprachigen Version Come What May bekannt.

## Entstehung und Veröffentlichung
Après toi wurde gemeinsam von Yves Dessca, Leo Leandros (als Mario Panas) und Klaus Munro geschrieben beziehungsweise komponiert. Leandros zeichnete darüber hinaus auch für die Produktion verantwortlich. Bei der englischsprachigen Version tritt zudem Norman Newell als Subtexter in Erscheinung.
Die Erstveröffentlichung von Après toi erfolgte als Single im März 1972 bei Philips. Diese erschien als 7″-Single mit der B-Seite La poupée, le prince et la maison. Im gleichen Jahr erschien das Lied als Teil des gleichnamigen Studioalbums. Die deutschsprachige Singleausgabe erschien ebenfalls im März 1972, beinhaltet die B-Seite Alles, was ich hab und entstammt dem selbstbetitelten Studioalbum. Die englischsprachige Version erschien am 17. März 1972 mit der B-Seite Take a Little Time.

## Eurovision Song Contest
Vicky Leandros trat 1972 für Luxemburg beim Grand Prix Eurovision de la Chanson des Jahres 1972 an und gewann diesen Wettbewerb, nach Jean-Claude Pascal im Jahr 1961 und France Gall im Jahr 1965 als dritte Künstlerin für Luxemburg.

## Rezeption

### Chartplatzierungen
| ChartsChartplatzierungen | Höchstplatzierung | Wochen |
| ------------------------ | ----------------- | ------ |
| Belgien (Ultratop)       | 1 (19 Wo.)        | 19     |
| Deutschland (GfK)        | 11 (13 Wo.)       | 13     |
| Frankreich (SNEP)        | 1 (… Wo.)         | …      |
| Schweiz (IFPI)           | 1 (15 Wo.)        | 15     |

| ChartsChartplatzierungen | Höchstplatzierung | Wochen |
| ------------------------ | ----------------- | ------ |
| Deutschland (GfK)        | 11 (17 Wo.)       | 17     |

| ChartsChartplatzierungen     | Höchstplatzierung | Wochen |
| ---------------------------- | ----------------- | ------ |
| Vereinigtes Königreich (OCC) | 2 (16 Wo.)        | 16     |

| ChartsJahrescharts (1972) | Platzierung |
| ------------------------- | ----------- |
| Schweiz (IFPI)            | 4           |

### Auszeichnungen für Musikverkäufe
| Land/Region        | Auszeichnungen für Musikverkäufe (Land/Region, Auszeichnung, Verkäufe) | Verkäufe  |
| ------------------ | ---------------------------------------------------------------------- | --------- |
| Deutschland (BVMI) | Gold                                                                   | 500.000   |
| Frankreich (SNEP)  | —                                                                      | 800.000   |
| Insgesamt          | 1× Gold ·                                                              | 1.300.000 |